# استشارة تشاركية
الاستشارة المشتركة هي طريقة شعبية للتغيير الشخصي بناءً على مشورة الأقران المتبادلة، وتعتمد على وسائل بسيطة. وفيها يُوزع الوقت بالتساوي ويكون المطلب الرئيسي من الشخص الذي يأخذ دوره كمرشد هو أن يبذل قصارى جهده في الإصغاء، وأن يقدم كامل اهتمامه للشخص الآخر. لا تُعد الاستشارة المشتركة نقاشًا، وإنما تهدف إلى دعم الشخص الذي يتخذ دور العميل لمعالجة قضاياه الخاصة بطريقة ذاتية التوجيه أساسًا.
أسس الأمريكي هارفي جاكينز الاستشارة المشتركة أولًا في بداية خمسينيات القرن العشرين، واستُحدثت في الانشقاق في الحركة الديانية (المستمدة جزئيًا من الانشقاقات في علم الدلالات والسبرانية)، وبنى جاكينز مؤسسات استشارات إعادة التقييم بمقرها الذي يقع في سياتل، واشنطن. ويُعتبر ابنه تيم جاكينز حاليًا قائدًا دوليًا لاستشارات إعادة التقييم ومؤسساتها الفرعية.
هنالك العديد من المنظمات الأصغر والمنفصلة والتي كانت نتاج الانشقاقات عن استشارات إعادة العمل وإعادة التقييم. وكانت أبرزها شبكة الاستشارة المشتركة الدولية.

## وصف عام
يشتمل النشاط الأساسي في الاستشارة المشتركة على تنظيم المشاركين للاجتماع بشكل دوري في أزواج، فيقدمون لبعضهم استشارات عبر طريقة نظير إلى نظير وبأخذ دور المرشد والعميل، ويخصص وقت متساوي لكليهما. وتتم الاستشارة المشتركة بإعطاء الأشخاص الفرصة للعمل على أي قضية يختاروها ودعم قبول الطرف الآخر، شريطة ألا تربطهم ببعضهم بأي صلة. ويتصرف الشخص الذي يتقمص دور المرشد كميسر للعميل، وأحيانًا كمراقب لطرف ثالث وأحيانًا كصديق لطرف ثاني. تُمارس الاستشارة المشتركة أحيانًا خارج المنظمات الرسمية. طورت منظمات الاستشارة المشتركة هياكل دعم وقيادة، ومن ضمنها التدريبات والاجتماعات المنعقدة خارج المنظمات.
تُعتبر السلامة (أي الإحساس بمخاطرة منخفضة) من الأمور الهامة في هذه الطريقة، كذلك الإحساس بأن جلسات الاستشارة المشتركة مكان آمن. هناك قواعد صارمة فيما يتعلق بالسرية. وفي معظم الظروف، لا يمكن للمرشد أن يتحدث عن جلسة العميل دون إذن واضح وخاص من العميل. ويُعد ذلك أكثر صرامة من الممارسات الأخرى حيث يناقش الممارسون العملاء بوجود مشرفين وزملاء وأحيانًا جميع أنواع الأشخاص. تساهم علاقة النظير بشكل معقول في الشعور بالثقة.
تفتح طبيعة جلسات الاستشارة المشتركة المجال للأشخاص ليتواصلوا بالعواطف التي يتجنبونها في ظل ظروف أخرى، وأصبح الإيمان بقيمة العمل بالعواطف مركز اهتمام هذا النهج. تؤكد تدريبات الاستشارة المشتركة على طرق الوصول والعمل مع العواطف، ويهدف المرشدون المشتركون إلى تطوير وتحسين الكفاءة العاطفية عن طريق الممارسة. لا تزال أدلة فعالية هذه الطريقة غير مثبتة بعد.

## الإطار النظري والافتراضات
تركز نظرية الاستشارة المشتركة الأصلية على مفهوم أنماط الكرب؛ وهي أنماط السلوك التي تميل للتكرار في ظل ظروف معينة، ولا تكون عقلانية أو مساعدة أو قهرية. ترى النظرية بأن تلك النظريات منقادة بالتبعات المتراكمة في ذكريات الأحداث القديمة عندما لم يكن بإمكان الشخص التعبير عن العواطف أو تفريغها بطريقة ملائمة للحدث. وتتيح الاستشارة المشتركة التحرر من الأنماط عبر السماح «بالتفريغ العاطفي» للتجارب المؤذية السابقة. يشتمل التفريغ المسهل على البكاء والارتعاش والتثاؤب والضحك والاسترخاء والحديث غير المتكرر. في الحياة اليومية، قد تكون أفعال «التفريغ» محصورة بالقيم الاجتماعية، على سبيل المثال المحرمات حول البكاء المنتشرة في العديد من الثقافات.
غالبًا ما يؤدي الحصول على اهتمام مؤقت غير منقطع وداعم من شخص آخر إلى نمو مشاعر قوية تجاه ذلك الشخص، وغالبًا ما يصبح مرشدك صديقك المفضل مدى الحياة. وفي بعض الأحيان يقع البعض في حب الآخر. يشبه ذلك ظاهرة الانتقال، وبشكل خاص عندما يشعر أحد الأطراف بامتلاك صلاحية أكبر وذلك بسبب، على سبيل المثال، أنهم يمتلكون خبرة أكثر أو مدرسين للاستشارة المشتركة أو لديهم أدوار صلاحية ضمن المنظمة. تختلف المنظمات في طريقة تعاملها مع ذلك. تزداد حميمية علاقة الاستشارة المشتركة من عدم المقدرة على الثقة في العلاقات والشعور بها، ما يجعل الانتقال امرًا ممكنًا. يُشجع المشاركون بقوة ويُدعمون للحصول على المشورة فيما يخص تلك المشاعر، ما يؤدي غالبًا إلى تغييرات عميقة في منظورهم وقدرتهم حول التقارب. في الأغلب، تتحول علاقات الاستشارة المشتركة إلى شراكات علاجية مستمرة مدى الحياة، الأمر الذي يتيح للمشارك الحصول على علاقات صحية بشكل عام.

## السياق العلاجي
ينظر العديد من المرشدين المشتركين وغالبًا بقوة إلى الاستشارة المشتركة على أنها ليست علاجًا نفسيًا. في البداية، كان ذلك بسبب قرار منظمة استشارة إعادة التقييم بعدم الاتكال على قواعد العلاج النفسي في نظرياتها وممارساتها. إلا أن استشارة إعادة التقييم ساهمت ببعض أفكار التحليلات النفسية مثل «التلقينات اللاشعورية» والتي جعلها جاكينز ملائمة وأعاد تسميتها لتصبح «إعادة التحفيز». اتخذ بعض المرشدين الذين لا ينتمون لمنظمة استشارة إعادة التقييم منظورًا مماثلًا يعتبر العلاج النفسي تقنيات مختصة يستخدمها المعالج على عميل وبالتالي فهي ليست نظير ولا يمتلك العميل أي سلطة على العملية.
يعتبر الآخرون الاستشارة المشتركة علاجًا نفسيًا، بسبب مساهمتها في التغيير أو العلاج في تأثير ووجود نفسية الفرد وروحه. تتخذ الاستشارة المشتركة منظورًا إيجابيًا للشخص (مثلًا أن جميعنا جيد في الأساس)، وتعتبر الجسد والعقل كيانًا متكاملًا وتعترف بقيمة التنفيس عن الانفعالات المكبوتة⸵ يُعتبر نهجًا ضمن علم النفس الإنساني، وذلك منظور قد يرفضه بعض المؤيدين لمنظمة استشارة إعادة التقييم.

## العلاقة بين منظمة استشارة إعادة التقييم وشبكة الاستشارة المشتركة الدولية
إن وجود منظمات استشارة مشتركة أخرى لا يُذكر بالعادة في منظمة استشارة إعادة التقييم، ولا يدرك مرشدو استشارة إعادة التقييم وجودها.
تًعتبر شبكة الاستشارة المشتركة الدولية من المنظمات التي تعلم بها منظمة استشارة إعادة التقييم، وغالبًا ما تراها «منظمة مهاجمة» وأدينت بذلك في العديد من محادثات جاكينز العامة والخاصة، والذي زعم بأن هيرون أسسها ضد اتفاقية معينة، وخرقًا لقواعد استشارة إعادة التقييم الإرشادية التي سبق ووافق عليها. بالمقابل، زعم هيرون والعديد من مؤيديه أن منظمة استشارة إعادة التقييم سلطوية وشبيهة بالطوائف الدينية، وبعد أن تورط جاكينز بقضايا اعتداء جنسي على العملاء، تصدى أنصار المنظمة لذلك بادعاء أن الاستشارة المشتركة الدولية عززت جوًا من الحرية الجنسية الأمر الذي شوش على حدود الاستشارة المشتركة والعلاقات.
يُدرس تاريخ الاستشارة المشتركة وأصولها مع منظمة استشارة إعادة التقييم عادة في المناهج الأساسية لشبكة لاستشارة المشتركة الدولية، ولا تمتلك الأخيرة رأيًا مُشاعًا حول الأولى، ويمتلك مرشدوها منظورهم الخاص. يمتلك معظم هؤلاء المرشدين المشتركين نظرة خيرة تجاه منظمو استشارة إعادة التقييم، باعتبارها نهجًا مختلفًا وبديلًا للاستشارة المشتركة. ولا تُعد عضوية الاستشارة المشتركة الدولية عائقًا للحصول على عضوية الاستشارة المشتركة الدولية، إذ تمكن القليل من الأشخاص من الانضمام إلى كليهما على الرغم من الحظر الذي تفرضه استشارة إعادة التقييم.

## مبادرات الاستشارة المشتركة الأخرى
- شراكات التركيز. وهي استشارة مشتركة مبنية على تقنية التركيز ليوجين جندلين.
- جمعية كارين هورني لمرشدي التحليل النفسي والذين كانوا الناشرين الأصليين لكتاب المحلل النفسي حافي القدمين، والذي يجمع بين ممارسة الاستشارة المشتركة مع نظريات كارين هورني. في عام 1987، أصبحت الجمعية معهدًا للتحليل الشخصي، عضوًا في مجتمع كارين هورني الدولي.[8]
- أسست استشارة درور المشتركة في إسرائيل في عام 1998.
- أسست منظمة النظراء المستمعين عقب استقالة البلجيكي دانييل لي بون من استشارة إعادة التقييم في عام 1989.[9]